# Eoneophron
Eoneophron („Faraonův jitřní kur“) byl rod malého teropodního oviraptorosaurního dinosaura, žijícího na území Severní Ameriky (Jižní Dakota) v období nejpozdnější svrchní křídy (asi před 67 až 66 miliony let). Patří tak k jedněm z posledních druhohorních dinosaurů vůbec.

## Objev a popis

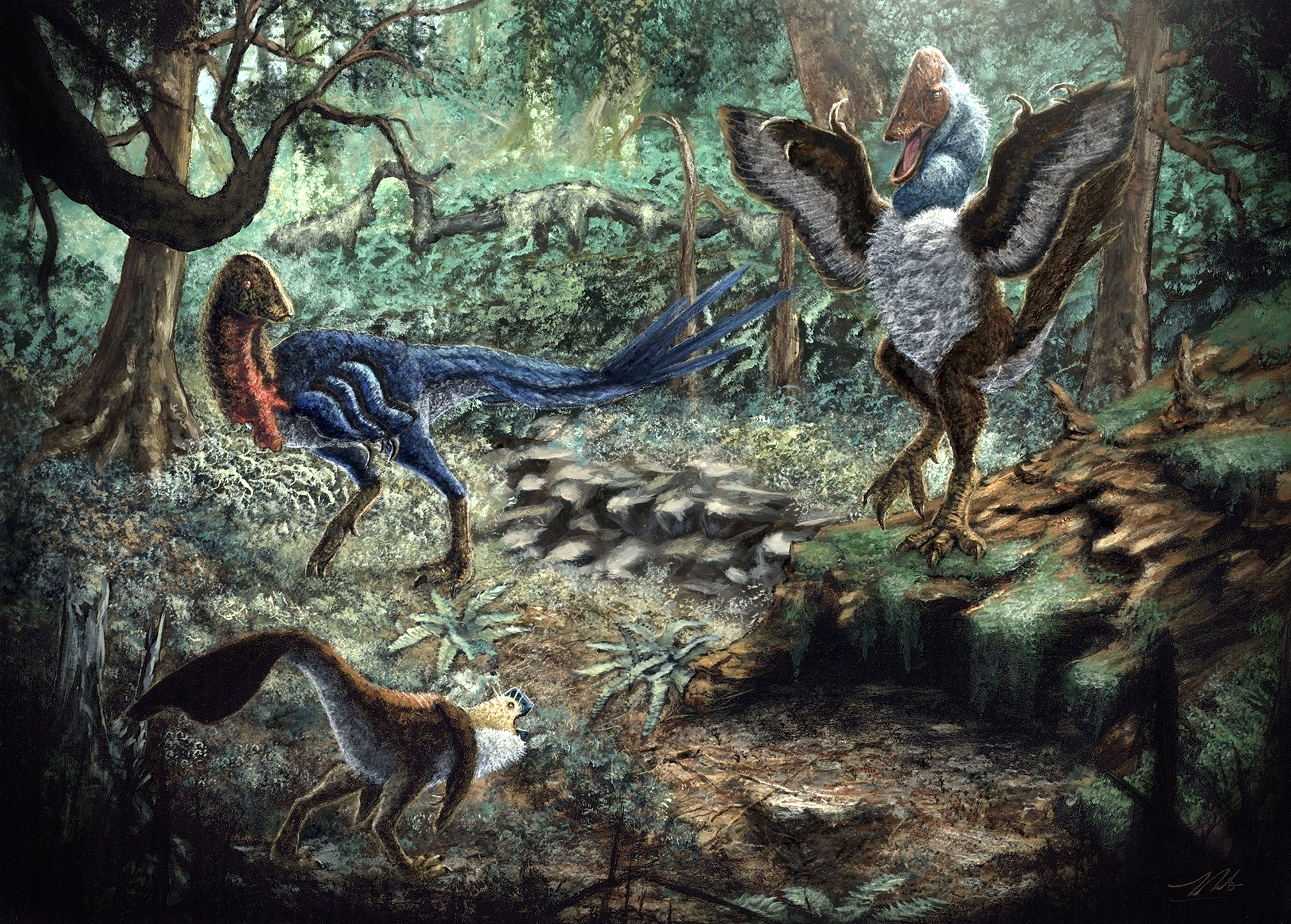
Cénagnatidi známí ze souvrství Hell Creek, Eonephron je zobrazen vlevo nahoře.

Fosilie typového exempláře CM 96523 (kterým je téměř kompletní izolovaná levá stehenní kost) byla objevena v roce 2014 na území kraje Meade v Jižní Dakotě, a to v sedimentech geologického souvrství Hell Creek. Formálně byl tento dinosaurus popsán v lednu roku 2024. Rodové jméno odkazuje k supovi mrchožravému (rod Neophron, v překladu "Faraonův kur"), druhové jméno infernalis, znamenající doslova "pekelný", pak odkazuje k názvu geologického souvrství Hell Creek (v překladu "Pekelný potok").
Jednalo se o menšího opeřeného teropoda, dosahujícího hmotnosti několika desítek kilogramů. Základní anatomickou charakteristikou tohoto rodu byla bezzubá lebka, mohutné drápy a dlouhé končetiny. Citipes byl zřejmě všežravec nebo méně pravděpodobně býložravec, živící se rozmanitou živočišnou a rostlinnou potravou nebo vejci. Tento teropod byl pravděpodobně opeřený a teplokrevný (endotermní), podobně jako jeho nejbližší vývojoví příbuzní.

## Zařazení
Eoneophron infernalis je zástupcem čeledi Caenagnathidae v rámci kladu Oviraptorosauria. Mezi jeho nejbližší vývojové příbuzné patří rody Citipes z Kanady a Elmisaurus z Mongolska.